# تيم روبرتس
تيم روبرتس (بالإنجليزية: Tim Roberts)‏ هو لاعب كرة قدم أمريكية أمريكي، ولد في 14 أبريل 1969 في أتلانتا في الولايات المتحدة.